# Бої за Донбас (січень — травень 1919)
Бої за Донбас (січень — травень 1919) — бойові дії між частинами ЗСПР та радянськими військами Південного і Українського фронтів за контроль над Донецьким вугільним басейном.

## Значення Донбасу
Розпад в грудні 1918 — січні 1919 Донського фронту і успішне просування Червоної армії в Україні змусили Денікіна відмовитися від плану наступу вгору по Волзі до Царицина і почати перекидання сил для підтримки відступаючих донців і оборони Донбасу та Криму.
Незважаючи на опір частини генералітету на чолі з Врангелем, Денікін, за його словами, без вагань прийняв це рішення, оскільки не міг допустити загибелі Дону і захоплення більшовиками Донбасу, що неминуче призвело б до появи червоних на Північному Кавказі і виходу в тил ЗСПР. Іншим міркуванням було усвідомлене білим командувачем економічне значення Донецького басейну.
Радянський військовий фахівець А. І. Єгоров також вважає рішення Денікіна єдино правильним в тодішній ситуації і  що той раніше червоного командування оцінив значення цього району.
Ще в грудні 1918 р. за договором з гетьманом Скоропадським в Слов'яносербський повіт були введені донські війська, але після того, як основні сили Донської армії відкотилися до Дону і Сіверського Донця, стало ясно, що вони не зможуть там втриматися.

## Хід бойових дій

### Початок боїв
Наприкінці грудня Денікін почав перекидання із Ставрополя частин 3-ї дивізії під командуванням генерала В. З. Май-Маєвського (2-й Офіцерський Самурського і 2-й Офіцерський кінний полки, всього 3 тис. чол. з 13 гарматами). 1 січня 1919 р. війська вивантажилися в Волновасі. 2-й Офіцерський полк був висунутий на північ у бік Бахмута, в Юзівці розмістився штаб Самурського полку і батарея, а сам полк був направлений обороняти район на захід від лінії залізниці Авдіївка — Рутченково — Волноваха.
12 січня білі почали наступ проти загонів махновців, 20 січня взяли Пологи, а 21-22 січня невдало атакували Гуляйполе.
Група військ курського напрямку (група Кожевникова), що складала праве крило Південного фронту червоних, в першій половині січня розгорнула наступ від Куп'янська в напрямку Луганська і Донбасу. До 14 січня червоні зайняли Старобільськ, перейшли Донець і ввійшли на північ Донбасу, оволодівши станціями Логвинове, Попасна, Слов'янськ, Краматорськ, і знаходилися в 12 км від Бахмута . 16 січня червоні взяли Біловодськ. Частини Українського фронту, що зайняли до середині січня лінію Лозова — Синельникове, могли завдати удару по Донбасу із заходу, але РВСР не надавав великого значення появи слабких денікінських загонів і доручив захоплення району Південному фронту.
Частини Кожевникова 20 січня зайняли Костянтинівку і Бахмут, а на наступний день вибили донців з Луганська. 22–23 січня донські частини контратакували з боку Микитівки, Лихого, Міллерова і Дебальцевого, але були відбиті.

### Формування загону Май-Маєвського
З 25 січня на Донбас почали прибувати частини 1-ї дивізії генерала С. Л. Станкевича (Корниловский, Марківський, Марківський кінний полки, Марківський артдивізіон і кінно-гірська батарея). Разом з частинами третьою дивізії вони утворили окремий загін (бл. 6 тис. чол.) Під командуванням Май-Маєвського, Підлеглий потім Кримсько-Азовської армії, а з березня — Кавказької Добровольчої. Його завданням було заняття лінії Маріуполь — Юзовка — Бахмут — Луганськ. У районі Дебальцевого на крайньому лівому ділянці фронту Донськой армії знаходився дивізіон Лейб-гвардії Отаманського полку. Крайній лівий ділянку від Волновахи до Маріуполя займав загін генерала Виноградова (Зведено-Гвардійський полк і частини колишньої Південної армії).

### Бої 31 січня— 11 лютого
Кожевников 31 січня зробив частное наступ у стик між добровольчими і донськими частинами, на ділянці Микитівка — Дебальцеве. 1 лютого червоні вибили донців з Дебальцевого і зайняли станцію Доломіт. У той же день корніловці і отаманці за підтримки марковскої батареї і бронепоїзда «Єрмак» відбили Дебальцеве. Після цього отаманці і бронепоїзд пішли на з'єднання до своєї армії, нові позиції якої розташовувалися в 40 км східніше Дебальцевого. Цей проміжок був зайнятий Олексіївським кінним полком. 2 лютого марківський і корніловський батальйони під командуванням полковника А. С. Булаткіна без підтримки артилерії і під вогнем ворожого бронепоїзда взяли Доломіт, зазнавши великих втрат. 3-4 лютого наступ продовжилося, були взяті Логвинове і Попасна, де захопили який не встиг вивантажитися ешелон червоних, взявши в полон до тис. осіб, 32 кулемета й дві гармати. Взяття Попасній перерізувало зв'язок Бахмута з Луганськом.
Прибулий 5 лютого на станцію Май-Маєвський наказав продовжити наступ, щоб перерізати Північно-Донецьку дорогу, що зв'язувала угруповання червоних в Луганську з тилом. 5 лютого марківці зайняли Бахмут, після чого в цьому районі кілька днів йшли запеклі бої. Добровольці оволоділи Комишевахою, де захопили потяг Кожевникова, а 7 січня два батальйони атакували вузлову станцію Яма, але потрапили в оточення, з якого вирвалися, втративши половину особового складу. 9 січня червоні ціною великих втрат вибили противника з Попасної, наступного дня за підтримки бронепоїзда зайняли Логвинове, після чого атакували Дебальцеве, але після важкого дводенного бою були відкинуті на північ.
Правий фланг дивізії Станкевича 7 лютого захопив станцію Алмазна, 8—10 січня витримував атаки червоних, які намагалися її відбити за підтримки бронепоїздів, і відступив в ніч на 11 січня, у зв'язку із загальним погіршенням обстановки на фронті. Вийшовши у критичний момент бою за Дебальцеве в тил червоним, він вирішив результат бою.
На цьому білі закінчили спроби наступу, перейшовши до активної оборони. В цей час частини Українського фронту за рішенням РВСР зайняли Слов'янськ і Бахмут, а Махно 8 лютого захопив Пологи, вибивши звідти загін Виноградова і створивши серйозну загрозу флангу добровольців.

### Зосередження більшовицьких військ
13–15 лютого більшовицьке вище командування зажадало від Південного фронту завдати головного удару на Луганському напрямку, а за директивою № 1875 від 26 лютого найближчим завданням ставилося оволодіння Донбасом.
Для здійснення цього завдання червоне командування з 10 лютого до 6 березня виконувало поступове перегрупування сил Південного фронту, переміщуючи основні ударні сили в напрямку Донбасу. При цьому червоні зіткнулися з істотними труднощами, так як «залізнична мережа театру розвинена переважно в меридіональному напрямку», а рокадна дорога була всього одна: Царицин — Поверни — Лиски — Куп'янськ, і та перебувала в глибокому тилу. Крім того, Донська армія при відступі підірвала на ділянці Царицин — Поверни 6 залізничних мостів, а міст у Євстратовці на ділянці Воронеж — Ростов-на-Дону, вдалося б полагодити тільки до травня.
Через це війська перегруповувалися похідним порядком і вводилися в бій за Донбас частинами. Директивою від 9 лютого командувач Південним фронтом В. М. Гіттіс поставив перед Кожевниковим як мету захоплення вузлових станцій, для чого посилив його групу, перейменовану 15 лютого на «групу військ донецького напрямку», 13-тою стрілецькою дивізією. Сусідня з нею 8-ма армія поспіхом була перенацілена і спільно з лівим флангом групи Кожевникова повинна була розбити донців біля Міллерового.
У середині лютого Денікін почав перекидання на Луганський напрямок 1-ї Кавказької кінної дивізії А. Г. Шкуро, 1-ї Кубанської козачої дивізії корпусу В. Л. Покровського, 1-ї Терської козачої дивізії С. М. Топоркова та інших частин. Покровський прийняв командування корпусом, складеним з 1-ї Кубанської та однієї з донських дивізій.
До середині березня Кавказька Добровольча армія, фронт якої пролягав від станції Ковпакове до Волновахи і Маріуполя, налічувала 12 тис. чол. Їй протистояли 40—50 тис. червоних. Зосередження військ, що перекидалися з Північного Кавказу, йшло повільно з тієї ж причини, що і у червоних — наявність лише однієї залізничної лінії.

### Особливості тактики
Своєрідність театру військових дій та нечисленність сил білих диктували особливості тактики боїв за Донбас.
На Західному фронті в цілком винятковій обстановці корпус генерала Май-Маєвського вів «залізничну війну», застосовуючи особливі методи тактики через переважну перевагу сил противника. Користуючись густою мережею залізниць Донецького басейну, він займав невеликими загонами найважливіші пункти по лінії фронту і тримав у тилу на вузлових станціях бронепоїзда та у вагонах рухомі резерви, які кидалися в загрозливому напрямку, щоб на другий день, іноді в той же, перекинутися. у протилежний кінець фронту. У противника створювалося враження нашої сили на всіх напрямках, але це були одні й ті ж люди, беззмінно, щодня, що б'ються то там, то тут, що відпочивають у дорозі, у вагоні, що втратили уявлення про час доби, стомлені фізично, але повні мужності. Тижні, місяці по всьому фронту гриміли постріли, станції переходили з рук в руки, лилася кров, добровольчі частини танули, але продовжували боротися. — Деникин А. И. Очерки русской смуты. Вооруженные силы юга России. Заключительный период борьбы. Январь 1919 — март 1920, с. 9.
Автори полкових історій зображують тактику білих наступним чином:
Суцільного фронту тут не було, і велася в цьому районі суто маневрена війна. Обидві сторони діяли окремими загонами, а тому, що в Донецькому басейні дуже густа залізнична мережа, вона використовувалася повною мірою. (...) Діяли ми невеликими загонами, а артилерія часто навіть поорудийно. (...) Зважаючи на нечисленність наших військ були нерідкі випадки, коли для оборони окремих пунктів залишалися загони лише в 10—20 осіб з кулеметом і, при наступі на них червоних, з резерву вирушав загін.— Кравченко В. Дроздовцы от Ясс до Галлиполи. Сборник. Том 1, с. 211—212.
У добровольців, завдяки густій залізничній мережі в цьому районі, виробилися тут особливі методи тактики: у тилу, на вузлових станціях, завжди стояли під парами поїзда з рухомими резервами, які перекидалися в загрозливому напрямку. Прямо з вагонів добровольці як горох розсипалися вздовж насипу, відбивали атаки і в той же день, бувало, билися на протилежному кінці фронту. — Левитов М. Н. Материалы для истории Корниловского ударного полка, с. 228
Командувач Південним фронтом В. М. Гіттіс у наказі арміям від 27 березня 1919 р. наступним чином оцінює бойові якості противника:
У Донецькому басейні, в районі Волноваха–Микитівка–Колпаково–Таганрог, діє група противника під командуванням генерала Май-Маєвського, що складається виключно з добровольчих частин (піших і кінних), слабких за чисельністю (полиці по 350–200 багнетів, у ротах і ескадронах по 50 багнетів–30 шабель). Особливість цих нечисленних частин — їхня хороша підготовка. Чисто контрреволюційні елементи, з яких складаються добровольчі частини, офіцери, юнкери, дворяни, поміщики, студенти та інші, є хорошими одиночними бійцями, які вміють вести боротьбу за місцеві предмети, швидко і вміло маневрують і застосовуються до місцевості та обстановці, чому сприяє добре розвинена мережа залізниць цього району.— Директивы командования фронтов Красной Армии (1917—1922 гг.) Т. 2, с. 227—228

### Затишшя
У середині лютого відбувалися незначні бойові зіткнення, а 21–22  лютого загін марковців і корніловців виступив на північ і після двох днів запеклих боїв опанував Костянтинівкою, після чого зіткнувся із зустрічних рухом групи Онищенко, переданої зі складу Українського фронту Кожевникову, що займала Слов'янськ.
Стало відомо, що червоні готують прорив фронту на стику донців і добровольців, щоб зайти у фланг Донської армії, тому Май-Маєвський стягнув до Дебальцевого Марківський і Корніловський полки.Відстань у 40 км між Дебальцеве і Ковпаковим прикривалася одним Олексіївським кінним полком, який повністю прибув на позиції тільки 25 лютого.

### Наступ групи Кожевникова

#### Зустрічні бої
24 лютого червоні почали атаки біля станції Баронська на лінії Дебальцеве — Луганськ. У цей день генерал Май-Маєвський провів огляд Марківського полку, привітав його з річницею створення, а полковий ад'ютант прочитав коротку реляцію про бої полку і привів приблизну цифру втрат убитими і пораненими за цей час — бл. 11 тис. осіб.
Корніловці 3 березня перейшли в наступ і зайняли Костянтинівку, яку утримували до 11 березня. Вибивши їх звідти, частини Онищенко продовжили рух на південь і 13 березня зайняли Микитівку, але вже 15 березня були контратаковані противником і відкинуті на північ.
Дроздовці базувалися і вели бої в районі Микитівка — Харцизьк — Юзівка. 11 березня в Юзівці була відзначена перша річниця походу Ясси — Дон, а Май-Маєвський прийняв невеликий парад. Білозерський полк був висунутий у бік Костянтинівки, і займав невеликими силами значну ділянку фронту, а 24 березня, коли в його строю залишилося всього 76 чоловік, був відведений в тил для поповнення.

#### Директиви
12 березня директивою головкому І. І. Вацетіса наказувалося Українському фронту об'єднати зусилля з Південним для ліквідації угрупування білих на Донбасі. За словами В. А. Антонова-Овсієнка, у нього не було для цього ресурсів, так як необхідно було відбити наступ Петлюри на Київ і зайняти міста Чорноморського узбережжя, випередивши війська Антанти. Він розпорядився «посилити групу Махно для ліквідації Бердянська — Маріуполя» частинами 2-ї бригади, що діяла на Кримському напрямку, і 16-м полком із бригади Григор'єва. Надалі передбачалося спрямувати на допомогу махновцям 1-шу Задніпровську дивізію П. Є. Дибенко.
У свою чергу Денікін 15 березня віддав директиву про нанесення правим флангом Кавказької Добровольчої і лівим флангом Донської армій удару по головних силах противника в напрямку Дебальцеве — Луганськ, який перетворився на центральну ділянку боротьби на південному театрі громадянської війни.

#### Прорив 13-ї армії
Після трьох тижнів майже безперервних боїв у районі Дебальцеве — Баронська частини 13-ї армії 15 березня здійснили глибокий обхід поріділих марківських батальйонів з північного заходу і змусили їх відступити з Дебальцевого.
Частини дивізії Станкевича зайняли лінію станція Хацапетовка (Корніловський ударний полк) — хутір Нікішин (Марківський полк) — район с. Червоний Кут (Олексіївський кінний полк).
Наступні два дні активних дій не було, а 19 березня білі після важких боїв повернули під свій контроль Дебальцевський вузол. 20—22 березня червоні безуспішно і з великими втратами атакували Дебальцеве, але зуміли розширити прорив на схід від нього. З 20 березня вони почали накопичувати сили в цьому районі, і, перейшовши 22 березня в рішучий наступ, захопили Юзівку, і до 27 березня відкинули противника на південь і захід Донецького басейну. 26 березня в бою загинув полковник Булаткін.
Загальне положення на фронті було для білих несприятливим. 14 березня 1-ша Задніпровська дивізія Дибенко опанувала Мелітополем, розрізавши приазовський фронт білих надвоє. Війська Антанти залишили Херсон (8 березня) і Миколаїв (16 березня), 15 березня Махно захопив Бердянськ і 19 березня підступив до Маріуполя, який впав 29 березня. Північніше загони Махна 17 березня оволоділи Волновахою і готувалися наступати на Таганрог. Східніше Донбасу по обох берегах Сіверського Дінця з середини березня розгорталася кровопролитна Луганська битва.
Генерал Станкевич в березні помер від черевного тифу, епідемія якого вразила обидві протиборчі армії. Його замінив на посаді командувача 1-ю дивізією генерал А. П. Колосовський.

### План червоного командування
Вацетіс вимагав більш рішучих дій на Донецькому і Луганському напрямках, посиливши лівий фланг 13-ї армії. До її правого флангу на півдні Донбасу підійшли частини Махно, а з Катеринослава прямувала 9-та дивізія, знята з Українського фронту. 26 березня було вирішено оточити загін Май-Маєвського з двох сторін: через Рутченкове, на південь від Юзівки, і Ковпакове, а проти корпусу Покровського, зосередженого південно-східніше Луганська, виставити заслін у 12 тис. багнетів і 800 шабель. Початок наступу було намічено на 30 березня, так як підкріплення ще не підійшли, але успіхи на Донбасі спонукали командування почати операцію 29 березня, не чекаючи зосередження сил.
Цей план не враховував реального стану 13-ї армії, яка понесла великі втрати за місяць важких боїв і була фактично відрізаною через льодохід, що розпочався на Сіверському Дінці. Її частини ледь утримували 200-кілометровий фронт за лінією Юзівка — Деконська — Попасна — Первозванівка — Сіверський Донець. Перегрупування 8-ї армії затягнулося, але до 28 березня більша її частина переправилася на правий берег Дінця.
13-та і 8-а армії налічували 26 тис. багнетів і 3300 шабель, до яких незабаром мала приєднатися 12-та стрілецька дивізія (10 тис. багнетів, 200 шабель). Махно, який атакував Донбас із південного заходу, давав ще 10 тис. Таким чином, червоні могли розраховувати на 40—50 тис. чол. проти 7 тис. у Май-Маєвського і 19 тис. у Покровського.

### Рейд Шкуро
Білі, імовірно, розгадали план супротивника. Шкуро отримав наказ Врангеля підпорядкувати дивізію Топоркова і прорвати фронт червоних в напрямку на Дебальцеве. Дивізія Покровського, 1-ша Донська і Донська пластунська бригади повинні були прикрити залишену для них ділянку фронту. Для забезпечення прориву Покровський 27 і 28 березня відкинув передові частини виставленого проти нього заслону зі станцій Первозванівка і Картушине, а 29 березня завдав поразки 41-й дивізії і відкинув її до Луганська. 8-ма армія почала розгортатися на допомогу заслону, але вводила війська в бій по частинах, які Покровський легко бив, а 2 квітня відкинув до Луганська і 8-му армію. Вона зуміла втримати місто завдяки підходу частин 12-ї дивізії.
Шкуро прорвав фронт червоних у Криндачівці та 30 березня взяв Дебальцеве. Дізнавшись, що більшовики вклинилися глибоко в тил Май-Маєвського і дійшли до Иловайської, він змінив первісний план і рушив південніше Горлівки, атакував на марші дивізію противника, «і розбив її вщент, не давши їй навіть розвернутися». За словами Шкуро, він взяв у полон 5 тис. чол., як трофеї – сотню кулеметів і 8 гармат. Розстрілявши комісарів і комуністів, він розпустив червоноармійців, а частину прийняв на службу, сформувавши при кожній дивізії по стрілецькому батальйону.
За два тижні рейду (30 березня — 15 квітня) Шкуро узяв Микитівку, потім атакував Горлівку, підірвавши залізничний міст і взявши два бронепоїзди. Місто було атаковане ланцюгом в кінному строю за підтримки артилерії і тачанок. Просуваючись по тилах червоних, він з боєм взяв Ясинувату і розгромив між Волновахою та Маріуполем дивізію Махно, який погрожував відрізати Донбас з півдня. Це дозволило загону Виноградова відновити втрачені позиції.
Марківці перейшли в наступ і зайняли Ольховатку, а дроздовці Скотовате і Залізну, безперервні бої за які тривали з кінця березня до середини квітня. До 5 квітня червоні знову взяли Дебальцеве і Юзівку, і Шкуро з півдня великими переходами рушив на допомогу Май-Маєвському. Він чотири рази атакував Дебальцеве, але на шляхах цього вузла маневрували п'ять бронепоїздів, відбивали його атаки потужним вогнем. На допомогу Шкуро був направлений Корніловський полк з важкою артилерією, що зайшов червоним в тил і відігнав бронепоїзди. Об'єднаними силами Дебальцеве було взяте.

### Квітневий наступ Південного фронту
Дії Покровського і Шкуро зірвали наступ частин Південного фронту на Донбасі, але вже 1 квітня Гіттіс розробив новий план. Користуючись тим, що вода в Донці почала спадати, він вирішив підключити до операцій на Донбасі 9-ту армію, зі складу якої з 9 квітня на правий берег переправлялися 16-та і 23-тя стрілецькі дивізії, знявши берегові плацдарми біля Каменської та Біло-Калитвенської. Разом з лівим флангом 8-ї армії і 12-ю дивізією вони повинні були наступати в напрямку правого флангу і тилу добровольців.
У квітневого наступу були шанси на успіх, тому що сили Кавказької Добровольчої армії і ударної групи донців не перевищували 15—16 тис. осіб, але в тилу у червоних почалося Вешенське повстання, для придушення якого довелося стягнути до 14 тис. чол. зі складу 8-й і 9-ї армій.
Двадцять третій дивізія, яка виступила з Кам'янської і яка зайняла станцію Ріпна, була атакована донський кінної бригадою Н. П. Калініна, розбита і з великими втратами відкинута за Донець; 16-та зуміла закріпитися на Калитвенському плацдармі й утримувала його 4—5 тижнів, але частини Калініна і Е. Ф. Семилетова не дали їй перейти в наступ. До 19 квітня 9-та армія припинила операції.
8-ма армія 13 квітня розпочала наступ в районі Ковпакове — Штерівка на лінії залізниці Дебальцеве — Первозванівка, але лише до 26 квітня досягла лінії в 10 км південніше Первозванівка і в 35 км на південний схід Луганська. Там вона була атакована Зведеним корпусом Шкуро, який завдав по противнику кілька послідовних ударів, відкинув червоних на захід, і 5 травня взяв Луганськ.
13-та армія знову зробила спробу наступу. У Донбасі на ділянці марківського полку з 8 по 17 квітня було відносне затишшя. 18 квітня червоні відновили атаки, але 20 квітня, на Великдень, на всій лінії фронту встановилося стихійне перемир'я.
На ділянці дроздовців, червоні з 13 квітня проводили постійні атаки великими силами при потужній артилерійській підтримці. По всьому фронту 1-ї і 3-ї білих дивізій із середини квітня до середини травня тривали важкі маневрені бої з перемінним успіхом, які їх учасники називали «танцем на місці». 27 квітня Терська дивізія зі складу корпусу Шкуро, корніловці і 2-й Кубанський пластунський батальйон взяли Єнакієве і кілька днів відбивали постійні атаки противника.
Добровольчий корпус був украй ослаблений трьома місяцями важких нерівних боїв. 12 квітня начштабу Кавказької Добровольчої армії генерал Я. Д. Юзефович писав Денікіну:
З правого берега (Дону) треба прибрати ядро Добровольчої армії – корніловців, марківців, дроздовців та інші частини, що становлять душу нашого буття, треба їх поповнити, зберегти цих великих страстотерпців – босих, роздягнених, вшивих, жебраків, великих духом, що на своїх плечах потом і кров'ю закладають майбутнє нашої батьківщини... Зберегти для майбутнього. Усьому буває межа... І ці безсмертні можуть стати смертними.

### Травневий наступ Південного фронту
Після чотирьох місяців боїв противники були виснажені, тим не менш, червоне командування з останніх сил зробило ще одну спробу наступу на Донбасі, користуючись тим, що 10-та армія відтягнула на себе значні сили Денікіна. 8 травня Троцький заявив польовому штабу РВСР, що втрата Луганська буде важким ударом по радянській владі. Наступ робився в несприятливих умовах, адже до 8 травня Денікін відкинув 10-ту армію за Манич, на Дону ширилося Вешенське повстання, в Україні на початку місяця підняв заколот Григор'єв, а центр не міг спрямувати Південному фронту значні підкріплення, оскільки всі сили були кинуті на боротьбу з Колчаком.
9-та армія повинна була ліквідувати прорив білих, які 10 травня переправилися через Донець північніше Гундорівської. Уже до 11 травня козаки просунулися на захід до залізничної лінії Луганськ — Міллерово, і на схід до лінії Каменська — Міллерово. До 14 травня червоні ліквідували прорив, відкинувши козаків на правий берег.
Вибита з Луганська 8-ма армія закріпилася на лінії Городище — станція Родакове — Веселогорськ, де білі її не турбували. Отримавши як підкріплення 7-ю дивізію, вона 14 травня перейшла в наступ, наступного дня взяла Луганськ, після чого ще трохи просунулася вперед. Махно атакував лівий фланг Май-Маєвського, 16 травня захопив станцію Кутейникове, вийшовши в тил добровольцям.
13-та армія також перейшла в наступ на Іловайськ і Кутейникове, і невдовзі становище Май-Маєвського стало критичним. Частини повільно відступали, і червоні створили загрозу Иловайську.
Прибулий 10 травня в Іловайськ Врангель віддав розпорядження відходити у разі повної неспроможності утримати фронт, «прикриваючи Іловайськ, у Таганрозькому напрямку». По телефону він спитав думку Шкуро, і той, незважаючи на крайнє стомлення своїх частин, виявив готовність зробити ще один рейд, щоб допомогти Май-Маєвському. Коли він прибув на Іловайськ, снаряди червоних вже рвалися на станції, а начальник штабу корпусу генерал В. П. Агапеєв збирався рятуватися втечею. Шкуро наказав 1-й Терській дивізії Топоркова підтримати атаку корніловців, а 1-й Кавказькій прорвати фронт південніше станції і вдарити на Волноваху, відрізавши Махно від 13-ї армії.

### Перелом на користь білих
Через відсутність резервів успіхи наступу червоних виявилися ефемерними. 19 травня частини Шкуро вдарили по 2-ій Українській армії (групі Махно) і правому флангу 13-ї армії (9-тій дивізії). У перший же день кіннота прорвала їх фронт і заглибилася на 45 км у напрямку станції Оленівка. До 23 травня фронт був прорваний на ширині в 30 км, а махновці відкинуті на 100 км на захід. Залишивши проти них невеликий заслін біля станції Гришине, Шкуро перегрупувався і виступив проти 13-ї армії.
Так, 22 травня Кіннота Шкуро обійшла Слов'янськ зліва і перерізала лінію залізниць зі Слов'янська на Лозову біля ст. Бантишеве, зайшовши в тил червоним. Водночас Кубанські пластуни стрімкою атакою вибили червоних з усіх позицій і увірвалися в місто, знищуючи всіх, хто чинив опір.
13-та армія до 25 травня робила все більш слабкі спроби атаки позицій білих, які, у свою чергу, на окремих ділянках з 22 травня перейшли в наступ і 23 травня взяли Дмитріївськ. 22 травня на станцію Харцизьк прибув ешелон з танками, і на наступний день корніловці і дроздовці разом з ними перейшли в наступ на лінії Харцизьк — Кринична. 24 травня частини Май-Маєвського атакували на декількох ділянках, а кіннота Шкуро, зайшовши противнику в тил, оволоділа Юзівкою та Авдіївкою. На Ясинуватій, яку червоні не встигли евакуювати, дроздовці захопили три бронепоїзди. 28 травня корніловці взяли Дебальцеве.
Кіннота білих прорвала фронт на стику 13-й і 8-ї армій, 27 травня зайняла Луганськ і загрожувала охопленням правого флангу 13-ї армії. 27—31 травня та відступала з запеклими боями, але 1 червня залишила Бахмут і далі, майже не чинячи опору, безладно відкочувалася на північ, зупинившись тільки через місяць у районі Нового Оскола, в 250 км від Донбасу.
24 травня донська кіннота генерала А. С. Секретєва переправилася через Донець біля хутора Дубового та вдарила в стик між 16-ю і 23-ю дивізіями 9-ї армії, потім вийшла їм у тил, і 29 травня вже підійшла до станції Міллерово, вклинившись в тил червоних на 75 км. 9-та армія була розсічена надвоє і перестала існувати як бойова одиниця.
22 травня генерал Май-Маєвський був призначений командувачем Добровольчої армії, утвореної з частин Кавказької Добровольчої армії, що билися в Донецькому басейні. До завершення операції на Донбасі Май-Маєвський залишався на чолі корпусу, а армією тимчасово командував начальник штабу генерал Я. Д. Юзефович.
28 травня 1-ша і 3-тя дивізія були включені до складу 1-го армійського корпусу генерала А. П. Кутєпова, що було з радістю сприйнято військами, так як означало швидкий перехід в наступ. Врангель, що не бажав наступати на заході, отримав під своє командування Кавказьку армію.

## Підсумки
Поразка червоного Південного фронту і розгром 8-ї, 9-ї, 13-ї, 2-ї Української армій дозволив ЗСПР вийти на оперативний простір і розгорнути наступ на північ і захід. У червні білі зробили успішний наступ в Північній Таврії а також в напрямках Катеринослава та Харкова.